# Hypercompe permaculata
Espèce
Hypercompe permaculata est une espèce de lépidoptères (papillons) nord-américains de la famille des Erebidae et de la sous-famille des Arctiinae.
On la trouve dans l'Ouest des États-Unis, le Sud-Ouest du Canada et le Nord du Mexique.